# Томииэ, Сатоси
Сатоси Томииэ (яп. 富家 哲); родился 22 ноября 1966 года в Токио — японский диджей и продюсер, ремиксер и владелец лейбла SAW Recordings. С конца 1980-х он был в авангарде мирового движения хаус-музыки. Журнал Mixmag относит Томииэ к музыкальным продюсерам наиболее повлиявшим на развитие современной клубной музыки.

## Биография
Сатоси рано заинтересовался электроникой и клавишными и в начале 80-х основал свою первую группу. После того, как американская хаус-музыка пересекла океан, Томииэ начал заниматься диджеингом и продюсированием. Он встретил пионера хауса Фрэнки Наклза, когда они оба были диджеями на вечеринке, устроенной японской косметической компанией, после чего был приглашен в состав нью-йоркского коллектива Def Mix Productions, Наклза и другого героя хаус музыки, Дэвида Моралеса. По его собственным словам, созданию музыкальных треков он не учился специально, а «просто наблюдал за профессиональными звукорежиссёрами, экспериментировал и пробовал сам».
Full Lick Tomiie участвовал в создании нескольких танцевальных треков в конце 80-х и начале 90-х, в том числе «Tears» Underground Solution и «I’m Be Your Friend» Роберта Оуэнса. В начале 1990-х он гастролировал и играл на клавишных у японского композитора Рюити Сакамото (известного оркестра Yellow Magic Orchestra). Его репутация создателя клубных ритмов привела к тому, что он сделал ремиксы на самых известных поп-музыкантов, включая U2, Мэрайю Кэри, Photek, Simply Red и Дэвида Боуи, Майкла Джексона, Мадонну, Дайану Росс и других. Хотя он и не много записывал сам, Томииэ выпустил синглы под своим именем, а также Level 9, Loop 7 и Black Shells. Контракт с Sony в конце 90-х привел к появлению множества новых работ, включая его дебютный альбом Full Lick, который вышел в 1999 году.
Томииэ всю жизнь изучал джаз и классическое фортепиано, что отразилось на создании его первого произведения. Его дебютный сингл «Tears», который он продюсировал в 1989 году совместно с чикагским «Крестным отцом хаус музыки» Фрэнки Наклзом и вокалом Роберта Оуэнса, мгновенно стал клубным хитом и сегодня считается одним из самых важных этапов хаус-музыки.
В 2000 году Томииэ выпустил свой альбом «Full Lick», в нём он продемонстрировал революционное на тот момент клубное звучание, которое стало эталоном для новой развивающейся хаус-сцены. Сингл с альбома «Love In Traffic» стал всемирным андеграундным хитом.
В 2001 году совместно с Гектором Ромеро Томииэ создает Saw Recordings — звукозаписывающий лейбл хаус-музыки. На нём выпускались релизы таких исполнителей, как Guti, Nathan Fake, Lexicon Avenue, SLOK, Medway и Gabriel & Dresden.

## Дискография

### Студийные альбомы
- Full Lick (C2 Records / Sony Music Distribution) (1999)
- Integration 1 (Sony Music Distribution) (2001)
- Global Underground: Nubreed (Global Underground) (2002)
- Heaven (Sony Music Distribution) (2002)
- ES (Saw Recordings) (2005)
- ES-B (Saw Recordings) (2005)
- Renaissance Presents the Masters Series, Pt. 9: Satoshi Tomiie (Renaissance Records) (2007)
- New Day (Abstract Architecture) (2015)
- New Day Album Sampler #5 (Abstract Architecture)

## Номинации и награды
| Год  | Премия    | Категория                      | Итог        |
| ---- | --------- | ------------------------------ | ----------- |
| 1998 | DJ Awards | HOUSE / GARAGE                 | Номинирован |
| 2001 | DJ Awards | TECH HOUSE                     | Выиграл     |
| 2005 | DJ Awards | TECH HOUSE / PROGRESSIVE       | Номинирован |
| 2005 | DJ Awards | TECH HOUSE / PROGRESSIVE       | Номинирован |
| 2007 | DJ Awards | TECH HOUSE / PROGRESSIVE HOUSE | Номинирован |